# Зигфрид II (Вианден)
Зигфрид II фон Вианден (на немски: Siegfried II von Vianden; † сл. 2 ноември 1242) е граф на Вианден. Споменат е в документи през 1215 – 1242 г.

## Биография
Той е син на граф Фридрих III фон Вианден († сл. 1200/1258) и съпругата му Матилда (Мехтилд) фон Нойербург († сл. 1200), дъщеря на граф Албрет I фон Дагсбург или на граф Хайнрих I фон Салм-Лонгенщайн († сл. 1170) и Клеменция фон Дагсбург († 1169). Той е брат на граф Хайнрих I фон Вианден († 1252), Фридрих I фон Нойербург († 1258) и Герхард фон Вианден, клерик († 1244).
По време на отсъствието на баща му Фридрих III графството Вианден е управлявано заедно от братята Хайнрих и Зигфрид.
Зигфрид II фон Вианден не се жени, умира бездетен.